# Masdevallia strigosa
Masdevallia strigosa är en orkidéart som beskrevs av Willibald Königer. Masdevallia strigosa ingår i släktet Masdevallia och familjen orkidéer. Inga underarter finns listade i Catalogue of Life.

## Bildgalleri

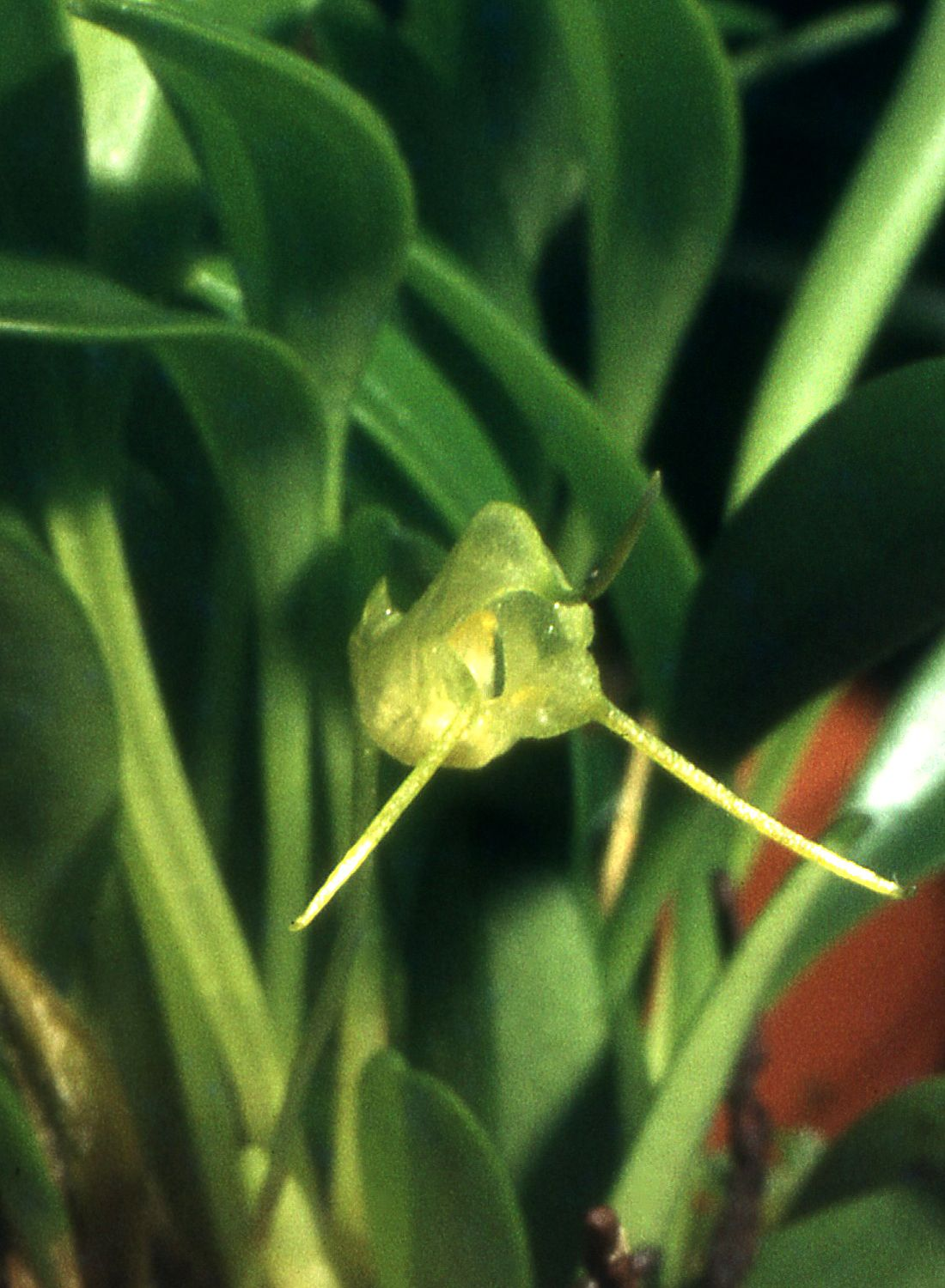
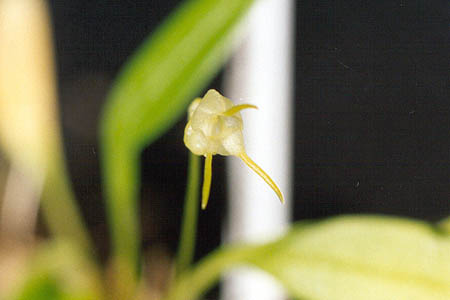
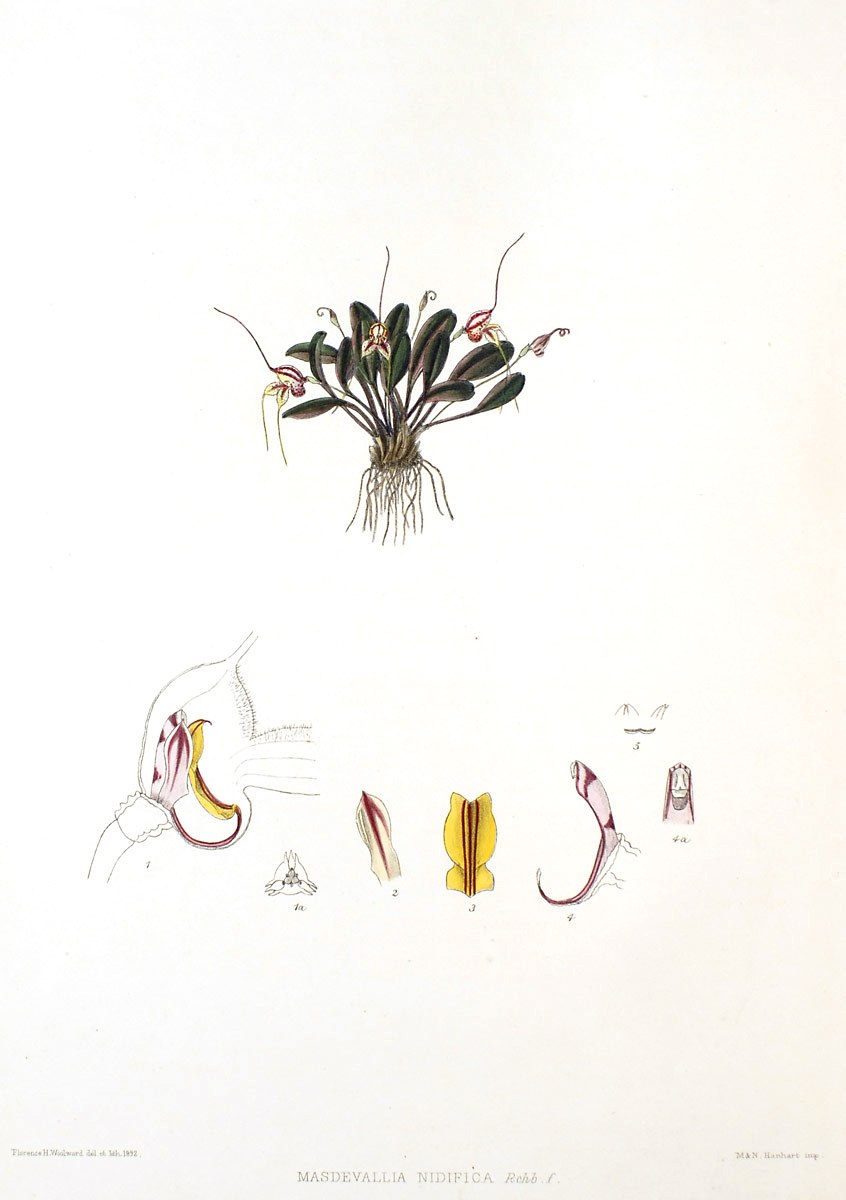